# Hengsbach (Siegen)

Der Hof „Untere Hengsbach“ um 1900. Blick ins Siegtal, obere Hälfte am Berg die Halden der Grube Flussberg, an der Straße ein Güterzug der Eisern-Siegener Eisenbahn, rechts im Hintergrund die Rauchfahne der Marienhütte bei Eiserfeld.

Hengsbach war ein Ortsteil der ehemaligen Gemeinde Eiserfeld im südlichen Siegener Stadtgebiet im Kreis Siegen.
Hengsbach wurde erstmals am 23. August 1288 in einer Urkunde als „Gut Hengisbach“ erwähnt. Der Knappe Gerhard zu Selbach (Altenseelbach) übertrug dem Nonnenkloster St. Johann zu Siegen seine Güter in Hengsbach. Auf einer Karte, die um 1600 erstellt wurde, ist Hengsbach als eigener Ort Henngsbach neben dem Ort Iserfelt eingezeichnet.
Der Ort bestand noch zum Anfang des 20. Jahrhunderts aus den Höfen Untere und Obere Hengsbach. Der Hof Untere Hengsbach bestand im Mittelalter als gräflicher Hof. Um den Ort gab es die bedeutenden Gruben Flussberg, Gilberg, Glücksbrunnen, Münker und Pützhorn, sowie Anna und Ehrenhut. Die meisten dieser Gruben lagen am Gilberg, der zwischen der Hengsbach und dem Eiserfelder Ortskern liegt. Im oberen auslaufenden Tal lag, bereits am Hang der Eisernhardt, die Verbundgrube Eiserner Union. Im Tal fuhr die Eisern-Siegener Eisenbahn am Ort vorbei.
Heute ist die im Siegerland noch als Hengsbach bekannte Siedlung Teil des Siegener Stadtteils Eiserfeld und liegt in einem kleinen, steil ansteigenden Seitental der Sieg, umgeben von den Bergen Gilberg, Eisernhardt, Blumichskopf und Ählkopf.